# Cordusio
Cordusio (Biblioteca Ambrosiana) – stacja metra w Mediolanie, na linii M1. Znajduje się na piazza Cordusio, w Mediolanie i zlokalizowana jest pomiędzy stacjami Duomo a Cairoli. Została otwarta w 1964.